# Louie (animatieserie)
Louie is een kinderserie die in Nederland en België te zien is op Nick Jr. De serie gaat over het konijn Louie en het lieveheersbeestje Yoko die de kijkers tekenles geven aan de hand van de avonturen die ze beleven. Af en toe komt ook het zusje van Louie, Sofie, langs in het verhaal.
Louie is gemaakt door animatiestudio Millimages en is gebaseerd op de boeken van Yves Got.

## Afleveringen
1. Louie, teken een huis
2. Louie, teken een slak
3. Louie, teken een kameel
4. Louie, teken een hond
5. Louie, teken een bloem
6. Louie, teken een neushoorn
7. Louie, teken een pinguïn
8. Louie, teken een dolfijn
9. Louie, teken een auto
10. Louie, teken een boot
11. Louie, teken een draak
12. Louie, teken een robot
13. Louie, teken een raket
14. Louie, teken een struisvogel
15. Louie, teken een krokodil
16. Louie, teken een schaap
17. Louie, teken een paard
18. Louie, teken een glijbaan
19. Louie, teken een vliegtuig
20. Louie, teken een koe
21. Louie, teken een kameleon
22. Louie, teken een kangoeroe
23. Louie, teken een olifant
24. Louie, teken een heteluchtballon
25. Louie, teken een brandweerwagen
26. Louie, teken een bever
27. Louie, teken een kikker
28. Louie, teken een eekhoorn
29. Louie, teken een boom
30. Louie, teken een taart
31. Louie, teken een kasteel
32. Louie, teken een leeuw
33. Louie, teken een zeeleeuw
34. Louie, teken een pelikaan
35. Louie, teken een piano
36. Louie, teken een rendier
37. Louie, teken een aap
38. Louie, teken een tractor
39. Louie, teken een trein